# Saverio di Borbone-Parma
Saverio di Borbone-Parma, nome completo Francisco Javier de Borbón Parma y de Braganza (Camaiore, 25 maggio 1889 – Zizers, 7 maggio 1977), è stato un militare spagnolo fu capo della casata dei Borbone di Parma, pretendente ducale di Parma e Piacenza e pretendente carlista al trono spagnolo con il nome di Javier I.

## Biografia

### Primi anni

#### Infanzia ed educazione

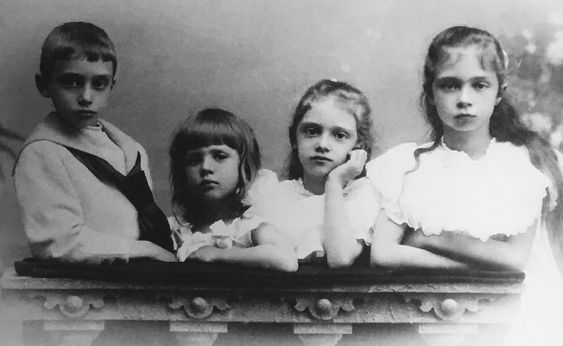
Il principe Saverio con i fratelli Felice, Zita e Francesca in una foto d'epoca.

Saverio era figlio di Roberto I di Parma e della sua seconda moglie, l'Infanta Maria Antonia di Braganza; aveva undici tra fratelli e sorelle, tra cui la futura imperatrice d'Austria Zita e il principe Felice di Borbone-Parma, poi marito della granduchessa Carlotta di Lussemburgo. Dalla prima moglie il padre aveva avuto altri dodici figli, tra cui la regina Maria Luisa di Bulgaria, moglie dello zar Ferdinando I di Bulgaria ed Elia di Borbone-Parma.
Saverio visse i suoi primi anni nella Villa Borbone delle Pianore ed a Schwarzau am Steinfeld in Austria; il suo primo insegnante privato fu padre Sergio Alonso, membro dell'ordine di San Gabriele. Saverio e suo fratello maggiore Sisto studiarono nel collegio Stella Matutina dei gesuiti a Feldkirch, in Austria e poi a Carlsburg, in Germania, per poi laurearsi a Parigi in agraria e scienze politiche. Durante l'infanzia il principe visse tra lusso e comodità, come il resto dei suoi fratelli, era profondamente cattolico. Saverio sapeva parlare diverse lingue: l'italiano, l'inglese, il portoghese, lo spagnolo, il francese, il tedesco e il latino. La famiglia di Saverio veniva spesso visitata da ospiti provenienti dal mondo dell'aristocrazia, della letteratura e delle scienze.

#### Prima guerra mondiale
Durante la prima guerra mondiale i due fratelli si arruolarono nell'esercito belga, mentre alcuni dei loro fratelli maggiori erano ufficiali nell'esercito austriaco; Saverio ricevette la Croce di guerra francese e quella belga, oltre alla la Croce dell'Ordine di Leopoldo, e nel 1917 aiutò il fratello nel cosiddetto Affare Sisto, un tentativo abortito di organizzare un trattato di pace fra l'Austria e la Francia.

### Matrimonio
Durante la sua permanenza a Parigi, nel 1924, Saverio incontrò la contessa Maddalena di Borbone-Busset (1898–1984); lei era figlia del conte di Lignières – membro dei Borbone-Busset, un ramo cadetto dei Borbone, considerato generalmente in Francia come non appartenente a pieno titolo alla dinastia borbonica – ed aveva quasi nove anni in meno di Saverio. Il 12 novembre 1927, a Lignières in Francia, Saverio sposò la contessa Maddalena. I due ebbero sei figli.

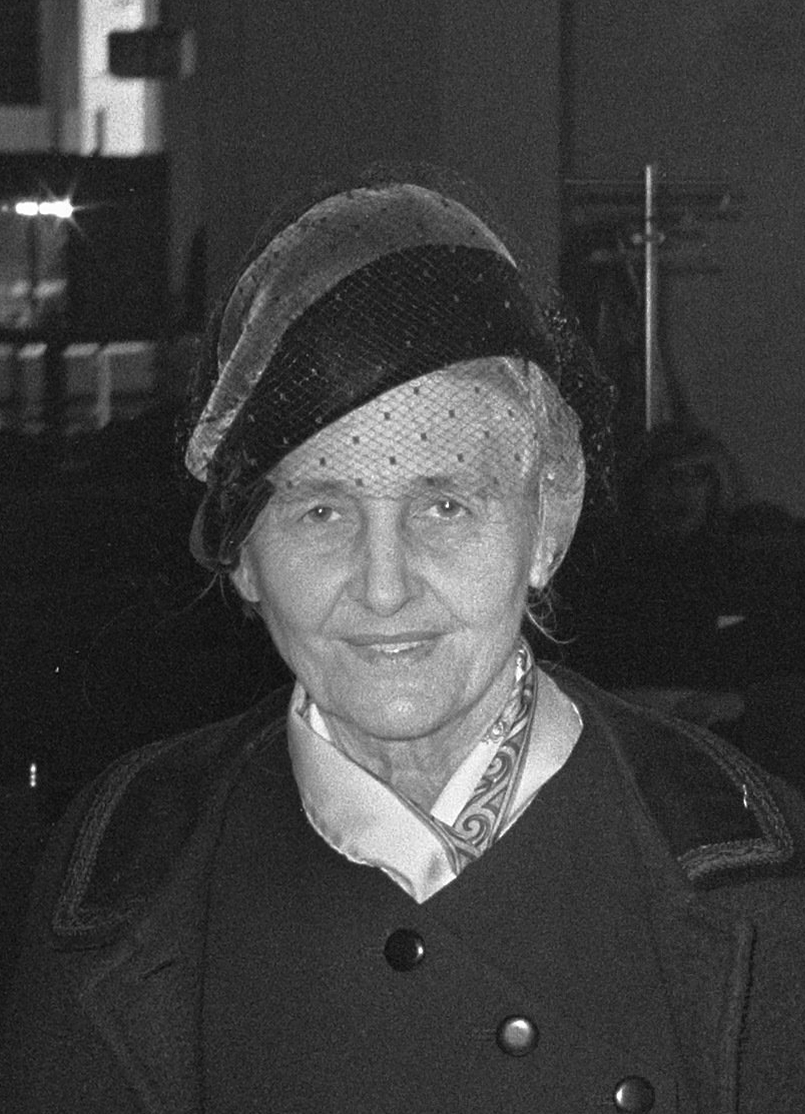
Maddalena di Borbone-Busset, moglie del Duca Saverio, in una foto del 30 gennaio 1970.

Il matrimonio venne riconosciuto come pienamente legittimo, non un matrimonio morganatico, dal pretendente carlista Alfonso Carlo di Borbone-Spagna, duca di San Jaime, sposato alla zia materna di Saverio, mentre il fratellastro di Saverio, il principe Elia di Borbone-Parma, reggente per il proprio fratello minorato, il duca Enrico di Borbone-Parma, non riconobbe l'unione come dinastica, e quindi valida, per quanto riguardava la successione al trono ducale di Parma. Il motivo per questa mancanza di riconoscimento era dovuto in primis all'ascendenza della sposa, ma era stato anche influenzato da differenze politiche che si riflettevano sulle rispettive famiglie. Durante gli anni Venti e Trenta il reggente Elia aveva in corso con Saverio una battaglia legale per la proprietà del castello di Chambord ed inoltre Elia aveva riconosciuto Alfonso XIII di Spagna come re costituzionale della Spagna, nonostante il loro padre, il duca Roberto I, avesse sostenuto i carlisti, avendo la propria sorella sposato Carlo Maria di Borbone-Spagna, defunto fratello di Alfonso Carlo. Solo nel 1961 il capo della casata Roberto Ugo di Borbone-Parma, figlio di Elia, riconobbe l'unione fra Saverio e Maddalena come dinastica, e quindi legittima per quanto riguardava la successione al trono ducale di Parma.

### Carlismo

#### Reggenza carlista

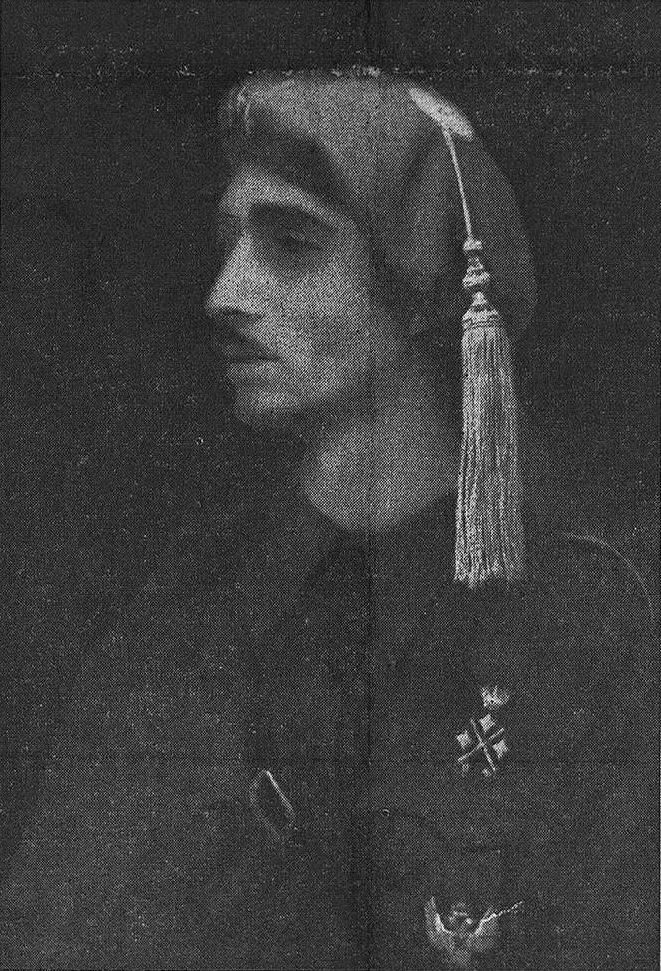
Saverio di Borbone in divisa nel 1939.

Gli anni Trenta furono anni di lotta e speranze per il carlismo: Alfonso Carlo, duca di San Jaime, era ottantenne, senza figli ed ultimo discendente maschio del primo pretendente carlista, l'Infante Carlo Maria Isidoro di Borbone-Spagna, conte di Molina. Secondo alcuni carlisti, erede era Alfonso XIII di Spagna, l'esiliato re costituzionale della Spagna: Alfonso era il più prossimo parente in linea maschile, in quanto figlio di Alfonso XII di Spagna, figlio a sua volta di Isabella II di Spagna e di Francesco d'Assisi di Borbone-Spagna, figlio del fratello minore di Carlo Maria Isidoro; molti però ritenevano che Alfonso e la sua famiglia fossero esclusi dalla successione per le loro idee politiche più o meno liberali.
Davanti a questa divisione, l'anziano pretendente nominò il principe Saverio reggente della Comunione Carlista il 23 gennaio 1936, in quanto più prossimo discendente in via maschile dei Borbone-Spagna a credere negli ideali carlisti; qualche mese dopo scoppiò la Guerra civile spagnola, morì Alfonso Carlo e Saverio divenne comandante in capo degli eserciti carlisti, i requeté, a fianco dei nazionalisti del generale Franco, con cui però entrò in conflitto nel 1937 per l'obbligo di unire tutti i partiti nazionalisti nel Movimiento franchista, rifugiandosi in Portogallo. In quanto scelto come successore da Alfonso Carlo di Borbone, Saverio venne considerato anche legittimo re di Francia da una parte dei tradizionalisti francesi.
Saverio di Borbone lasciò la Spagna su ordine di Franco, istigato dai tedeschi, il 27 dicembre 1937: attraversò i pirenei dopo un colloquio con Franco di cui ebbe un'impressione negativa.

#### Guerra mondiale, resistenza e deportazione
Durante la seconda guerra mondiale Saverio riprese servizio come colonnello nella Quarta Divisione dell'esercito belga e dopo la caduta del Belgio, nel mese di maggio 1939, si ritirò a Dunkerque, dove la sua divisione fu compresa nella Trentanovesima dell'esercito francese. Smobilitato, si unì ai maquis francesi: il generalissimo Francisco Franco permise alla madre e alla sorella di Saverio, Zita, di attraversare la Spagna per giungere in Portogallo, ma a lui rifiutò il permesso, per cui fu costretto a rimanere nella Francia di Vichy

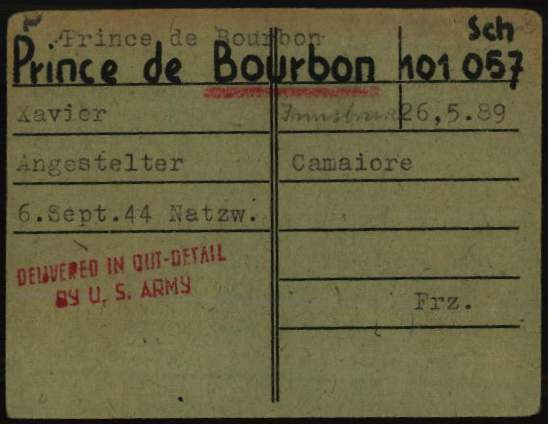
Carta di registro del principe Saverio di Borbone-Parma come prigioniero nel campo di concentramento nazista di Dachau

Il 22 luglio 1944 fu arrestato dalla Gestapo. Fu incarcerato per un mese a Vichy e poi a Clermont-Ferrand, dove venne classificato come Nacht und Nebel cioè prigioniero politico. A causa dell'avvicinarsi degli eserciti alleati, Saverio fu trasferito prima a Natzweiler-Struthof, poi a Dachau ed infine a Prax, nel Tirolo, dove fu liberato dall'esercito statunitense l'8 maggio 1945.

#### Pretendente carlista
Dopo la guerra Saverio fu di nuovo il capo del più grande gruppo carlista come pretendente al trono di Spagna; una minoranza del movimento sostenne invece Giovanni, Conte di Barcellona, figlio di Alfonso XIII, mentre altri l'arciduca Carlo Pio d'Asburgo-Lorena, nipote per parte di madre di Carlo Maria di Borbone-Spagna, duca di Madrid.
Il 20 maggio 1952 il Consiglio Nazionale della Comunione Tradizionalista (la frangia carlista che sosteneva Saverio) dichiarò che la reggenza era superflua e che Saverio di Borbone-Parma era il successore legittimo al trono spagnolo: il principe prese il nome di Javier I.
Continuando le sue attività politiche in Spagna, si oppose generalmente al governo del Caudillo Francisco Franco, che quindi prima mostrò maggior benevolenza verso gli altri pretendenti (Giovanni, conte di Barcellona, e l'arciduca Carlo Pio d'Asburgo) e in seguito, nel 1956, lo espulse. Nel 1962 accettò che il suo primogenito Carlo Ugo incontrasse Franco, nel primo di parecchi incontri successivi: Saverio e Carlo Ugo credevano realmente che ci fosse una possibilità per cui Franco avrebbe designato Carlo Ugo come erede anziché Juan Carlos, nipote di Alfonso XIII e figlio di don Giovanni conte di Barcellona; molti carlisti disapprovarono queste trattative.
Il 22 febbraio 1972 Saverio ebbe un grave incidente d'auto e Carlo Ugo divenne il principale leader del carlismo, iniziando una svolta al movimento verso il socialismo: ciò portò a nuove adesioni, ma al contempo alla perdita di gran parte dei sostenitori del carlismo, idologicamente tradizionalista e cattolico.

#### Abdicazione
Il 20 aprile 1975 Saverio abdicò come pretendente carlista al trono in favore di Carlo Ugo, ma questi si allontanò dal pensiero tradizionalista avvicinandosi agli ideali del socialismo autogestionario. Il figlio minore, Sisto Enrico si oppose agli errori dottrinali del fratello e, davanti al suo rifiuto di ravvedersi, venne riconosciuto dai suoi sostenitori "portabandiera" (abanderado) del tradizionalismo carlista. Saverio fu costretto a pubblicare una dichiarazione che affermava che la sua abdicazione era stata volontaria e che era Sisto Enrico ad essersi separato dal carlismo: la battaglia fra i due fratelli continuò, ognuno reclamando il supporto del padre, mentre con il primogenito si schieravano le tre sorelle nubili, e con il cadetto la madre e la sorella sposata. Carlo Ugo accusò Sisto Enrico di aver "rapito" l'anziano padre, che si trovava in ospedale, ed il fratello rispose pubblicando una dichiarazione di Saverio datata 4 marzo 1977 in cui l'anziano principe riaffermava il suo sostegno al carlismo tradizionale, condannando la forma socialista di carlismo, descritta come errore dottrinale molto serio. Tre giorni più tardi, il 7 marzo 1977, la figlia Cecilia lo portò via dall'ospedale e in quell'occasione Saverio firmò un'altra dichiarazione, pubblicata da Carlo Ugo, in cui Saverio confermava il primogenito come suo erede: il giorno seguente la principessa Maddalena rese pubblica una dichiarazione che condannava duramente le azioni di Carlo Ugo e di Cecilia.

### Capo del casato di Borbone-Parma

#### Presa del titolo
Il 25 novembre 1974 alla morte senza figli di suo nipote, Roberto Ugo, capo del casato di Borbone-Parma e duca titolare con il nome di Roberto II, Saverio divenne il capo della casata di Borbone-Parma e assunse il titolo di duca di Parma e Piacenza con il nome di Saverio I. Il titolo sarebbe spettato al fratello di Saverio, Sisto, ma essendo questo morto nel 1934, il titolo passò al fratello successivo, ovvero Saverio.
Dopo l'assunzione del titolo, Saverio si recò più volte in visita alla città di Parma con il figlio Carlo Ugo, e le tre figlie nubili, Maria Teresa, Cecilia Maria e Maria della Neve. Seguì un periodo di relativa pace familiare, in cui Saverio visitò spesso i nipoti dei suoi due figli sposati (i quattro figli della principessa Maria Francesca e i quattro figli del principe Carlo Ugo). La pace però durò poco: le relazioni familiari erano sempre più soggette a tensioni politiche fra i due figli maschi e le quattro figlie femmine.

### Ultimi anni

#### Morte
Il 7 maggio 1977 Saverio di Borbone-Parma morì di un attacco di cuore all'ospedale di Zizers, vicino a Coira, in Svizzera, dove era visitato dalla sorella, l'imperatrice e regina Zita. La vedova Maddalena impedì che Carlo Ugo, Maria Cecilia, Maria della Neve e Maria Teresa entrassero nel castello dove la salma venne esposta prima di essere sepolta all'abbazia di San Pietro a Solesmes, dove tre delle sorelle di Saverio erano suore.

## In televisione
Nel serial Le avventure del giovane Indiana Jones compaiono Saverio (interpretato da Matthew Wait) e suo fratello Sisto di Borbone-Parma (interpretato da Benedict Taylor), due ufficiali belgi che durante la Prima Guerra Mondiale aiutano Indiana Jones.

## Discendenza
Saverio e Maddalena ebbero sei figli:
1. S.A.R. la Principessa Maria Francesca (19 agosto 1928), sposò nel 1959 il Principe Edoardo di Lobkowicz (1926–2010), ebbero quattro figli;
2. S.A.R. il Principe Carlo Ugo (8 aprile 1930 – 18 agosto 2010), sposò nel 1963 la Principessa Irene d'Olanda, ebbero quattro figli. Fu Duca di Parma e Piacenza.
3. S.A.R. la Principessa Maria Teresa (28 luglio 1933 – 26 marzo 2020), non si sposò mai. Vittima del COVID-19;
4. S.A.R. la Principessa Cecilia Maria (12 aprile 1935 – 1º settembre 2021), non si sposò mai;
5. S.A.R. la Principessa Maria della Neve (29 aprile 1937), non si sposò mai;
6. S.A.R. il Principe Sisto Enrico (22 luglio 1940), non si sposò mai. Detiene il titolo di Duca d'Aranjuez.

## Ascendenza
|                                           |                            |                                             | Genitori                                       |  |  | Nonni |  |  | Bisnonni          |  |  | Trisnonni             |  |
|                                           |                            |                                             |                                                |  |  |       |  |  | Carlo II di Parma |  |  | Ludovico I di Etruria |  |
|                                           |                            |                                             |                                                |  |  |       |  |  | Carlo II di Parma |  |  | Ludovico I di Etruria |  |
|                                           |                            | Maria Luisa di Borbone-Spagna               |                                                |  |  |       |  |  | Carlo II di Parma |  |  |                       |  |
| Carlo III di Parma                        |                            |                                             |                                                |  |  |       |  |  | Carlo II di Parma |  |  |                       |  |
|                                           |                            | Maria Teresa di Savoia                      | Vittorio Emanuele I di Savoia                  |  |  |       |  |  |                   |  |  |                       |  |
|                                           |                            | Maria Teresa di Savoia                      | Vittorio Emanuele I di Savoia                  |  |  |       |  |  |                   |  |  |                       |  |
|                                           |                            | Maria Teresa di Savoia                      | Maria Teresa d'Austria-Este                    |  |  |       |  |  |                   |  |  |                       |  |
| Roberto I di Parma                        |                            | Maria Teresa di Savoia                      |                                                |  |  |       |  |  |                   |  |  |                       |  |
|                                           |                            | Carlo di Borbone-Francia                    | Carlo X di Francia                             |  |  |       |  |  |                   |  |  |                       |  |
|                                           |                            | Carlo di Borbone-Francia                    | Carlo X di Francia                             |  |  |       |  |  |                   |  |  |                       |  |
|                                           |                            | Carlo di Borbone-Francia                    | Maria Teresa di Savoia                         |  |  |       |  |  |                   |  |  |                       |  |
| Luisa Maria di Borbone-Francia            |                            | Carlo di Borbone-Francia                    |                                                |  |  |       |  |  |                   |  |  |                       |  |
|                                           |                            | Carolina di Borbone-Due Sicilie             | Francesco I delle Due Sicilie                  |  |  |       |  |  |                   |  |  |                       |  |
|                                           |                            | Carolina di Borbone-Due Sicilie             | Francesco I delle Due Sicilie                  |  |  |       |  |  |                   |  |  |                       |  |
|                                           |                            | Carolina di Borbone-Due Sicilie             | Maria Clementina d'Asburgo                     |  |  |       |  |  |                   |  |  |                       |  |
| Saverio di Borbone-Parma                  |                            | Carolina di Borbone-Due Sicilie             |                                                |  |  |       |  |  |                   |  |  |                       |  |
|                                           | Giovanni VI del Portogallo | Pietro III del Portogallo                   |                                                |  |  |       |  |  |                   |  |  |                       |  |
|                                           | Giovanni VI del Portogallo | Pietro III del Portogallo                   |                                                |  |  |       |  |  |                   |  |  |                       |  |
|                                           | Giovanni VI del Portogallo | Maria I del Portogallo                      |                                                |  |  |       |  |  |                   |  |  |                       |  |
| Michele del Portogallo                    | Giovanni VI del Portogallo |                                             |                                                |  |  |       |  |  |                   |  |  |                       |  |
|                                           |                            | Carlotta Gioacchina di Borbone-Spagna       | Carlo IV di Spagna                             |  |  |       |  |  |                   |  |  |                       |  |
|                                           |                            | Carlotta Gioacchina di Borbone-Spagna       | Carlo IV di Spagna                             |  |  |       |  |  |                   |  |  |                       |  |
|                                           |                            | Carlotta Gioacchina di Borbone-Spagna       | Maria Luisa di Borbone-Parma                   |  |  |       |  |  |                   |  |  |                       |  |
| Maria Antonia di Braganza                 |                            | Carlotta Gioacchina di Borbone-Spagna       |                                                |  |  |       |  |  |                   |  |  |                       |  |
|                                           |                            | Costantino di Löwenstein-Wertheim-Rosenberg | Carlo Tommaso di Löwenstein-Wertheim-Rosenberg |  |  |       |  |  |                   |  |  |                       |  |
|                                           |                            | Costantino di Löwenstein-Wertheim-Rosenberg | Carlo Tommaso di Löwenstein-Wertheim-Rosenberg |  |  |       |  |  |                   |  |  |                       |  |
|                                           |                            | Costantino di Löwenstein-Wertheim-Rosenberg | Sofia di Windisch-Grätz                        |  |  |       |  |  |                   |  |  |                       |  |
| Adelaide di Löwenstein-Wertheim-Rosenberg |                            | Costantino di Löwenstein-Wertheim-Rosenberg |                                                |  |  |       |  |  |                   |  |  |                       |  |
|                                           |                            | Agnese di Hohenlohe-Langenburg              | Carlo Ludovico I di Hohenlohe-Langenburg       |  |  |       |  |  |                   |  |  |                       |  |
|                                           |                            | Agnese di Hohenlohe-Langenburg              | Carlo Ludovico I di Hohenlohe-Langenburg       |  |  |       |  |  |                   |  |  |                       |  |
|                                           |                            | Agnese di Hohenlohe-Langenburg              | Amalia Enrichetta di Solms-Baruth              |  |  |       |  |  |                   |  |  |                       |  |
|                                           |                            | Agnese di Hohenlohe-Langenburg              |                                                |  |  |       |  |  |                   |  |  |                       |  |

## Opere
Saverio scrisse alcuni libri:
- Les concilia secrets franco-anglais de décembre 1940, Parigi, Plon, 1949
- Les Chevaliers du Saint-Sépulcre, Parigi, A. Fayard, 1957